# Front Mius

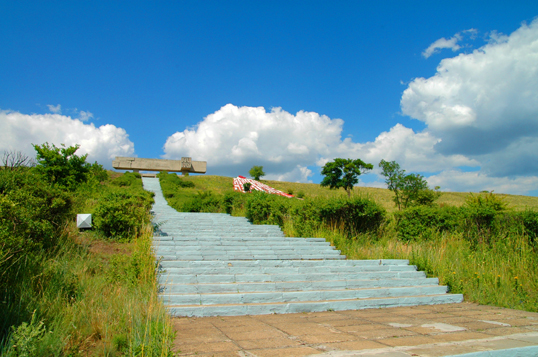

Front Mius (niem. Mius-Front, ros. Миус-фронт) – mocno ufortyfikowana linia obronna stworzona przez Niemców nad rzeką Mius w czasie II wojny światowej.